# Hannibal Barkas
Hannibal Barkas (Punisch:   ḥnbʿl brq) (Carthago, 247 v.Chr. – Libyssa, 183 v.Chr.-181 v.Chr.) was een Carthaags generaal en politicus. Hij was de zoon van Hamilcar Barkas, eveneens een Carthaags legeraanvoerder. Het eerste deel van zijn naam, de eigenlijke persoonsnaam, betekent "genade van Ba'al", het tweede deel, "bliksem", is een bijnaam die zijn vader al langer droeg.
Hannibal is bekend geworden als briljant generaal en grote tegenstander van de Romeinen in de Tweede Punische Oorlog.
Zijn geniale tactiek leverde hem de bewondering op van vele latere legeraanvoerders zoals Napoleon, de hertog van Wellington en H. Norman Schwarzkopf, de Amerikaanse bevelhebber tijdens de Golfoorlog van 1990-1991.
Tijdens de Tweede Punische Oorlog trok hij met zijn leger vanuit Iberia naar Italië over de Pyreneeën, de Rhône en de Alpen. In Italië behaalde hij veel overwinningen, maar wilde hij Rome zelf niet belegeren. Na 16 jaar omzwervingen in Zuid-Italië werd hij onverrichter zake teruggeroepen naar Carthago, waar de Romeinen inmiddels onder Scipio een acute bedreiging vormden, en werd hij in de Slag bij Zama Regia verslagen.
Na de oorlog was Hannibal korte tijd als burgerlijk bestuurder werkzaam in Carthago. Omdat Rome zijn uitlevering verlangde, moest hij vluchten naar Syrië (het rijk der Seleuciden) en later naar Armenië en Bithynië. Hij heeft nog vele jaren gevochten tegen bondgenoten van Romeinen. Uiteindelijk, op redelijk hoge leeftijd (plusminus 65 jaar), maakte Hannibal een eind aan zijn leven om niet aan Rome te worden uitgeleverd.

## Jeugd
Hannibal groeide op in de legerkampen (vooral Carthago Nova, het huidige Cartagena) van zijn vader Hamilcar Barkas. Zijn vader was generaal in de Eerste Punische Oorlog en heeft later het Iberisch Schiereiland gedeeltelijk veroverd. Volgens de Griekse geschiedschrijver Polybios, die echter door zijn sympathie voor Rome als onbetrouwbaar moet worden beschouwd, was Hannibal een gezworen vijand van de Romeinen. Volgens Polybios zou hij op 9-jarige leeftijd door zijn vader Hamilcar ertoe aangezet zijn om een eed van vijandschap tegenover de Romeinen te zweren (zie ook de historische en biografische werken van Cornelius Nepos, een biograaf en historicus uit de laatste eeuw voor Christus). Hedendaagse historici doen dit verhaal af als een mythe, gecreëerd om Hannibal als een gestoorde voor te stellen, vol van blinde haat.
Veel informatie over Hannibal is immers afkomstig van vijandig gezinde Romeinse en Griekse schrijvers (Livius en Polybios). Livius geeft een uitvoerige beschrijving van Hannibal in zijn werk Ab urbe condita.

Toen hij als opvolger van Hamilcar was aangewezen, geloofden de veteranen dat deze hen in zijn bloei van zijn leven was teruggegeven. Met fiere tred en een strijdlustige blik in de ogen trad de jonge Hannibal hen tegemoet. Zijn gelaatstrekken, zijn lichaam – de gelijkenis met zijn vader was enorm.
Hannibals moed was weergaloos. Gevaar wuifde hij weg, zijn soldaten gaf hij een meer dan veilig gevoel. Door geen enkele inspanning raakte zijn lichaam vermoeid. Hij kon zowel koude als hitte verdragen en zijn eetlust werd bepaald door natuurlijke behoeften, niet door genotzucht. Voor slapen en waken maakte hij geen onderscheid tussen dag en nacht. De tijd die hij naast zijn activiteiten overhield, besteedde hij aan slaap, of dit nou om 3 uur ’s nachts of 4 uur ’s middags was. Een zacht bed was hierbij niet aan hem besteed. Als hij sliep dan deed hij dit te midden van zijn soldaten, bedekt met een soldatenmantel. Wat betreft kleding onderscheidde hij zich niet van de gewone soldaat; alleen zijn paard en wapens verrieden dat hij een generaal was. Als het tot een veldslag kwam, bevond hij zich in de voorste linies.

## Legeraanvoerder
Ten tijde van de dood van Hamilcar Barkas in 229 v. Chr, was Hannibal al volwassen, maar nog niet oud genoeg om hem op te volgen als legeraanvoerder van Carthaags Iberia. Daarom werd zijn zwager Hasdrubal de Schone legeraanvoerder van Carthaags Iberia. Hasdrubal heeft onder zijn bewind het Ebro-verdrag ondertekend. Daarin stond dat al het land ten zuiden van de Ebro in de Carthaagse invloedssfeer lag, het land ten noorden daarvan in die van Rome. Carthago beloofde de Ebro niet te zullen oversteken.
In 221 v. Chr werd Hasdrubal vermoord en nam Hannibal op zesentwintigjarige leeftijd de macht over.

## Oorlog met Rome

### Saguntum
De aanleiding van de Tweede Punische Oorlog lag in een geschil met de Iberische stad Saguntum. Dit lag ten zuiden van de Ebro en viel dus volgens het verdrag dat Hasdrubal met Rome had gesloten in de invloedssfeer van Carthago. Desondanks hadden de Romeinen wel een bondgenootschap met Saguntum gesloten. Interne strubbelingen leidden ertoe dat in Carthago de 'duiven' onder leiding van Hanno de Grote ten gunste van Rome macht verloren aan de 'haviken'.
Hierop kreeg Hannibal toestemming om Rome te weerstaan en sloeg in 219 v.Chr. het Beleg van Saguntum. Saguntum vroeg Rome om hulp waarop deze van Carthago eiste de stad met rust te laten. Carthago beriep zich op het gesloten verdrag maar dit maakte op Rome weinig indruk. Echter, pas na de val van de stad verklaarde Rome Carthago de oorlog.

### Tocht naar Italië
"Ik ga nu,"

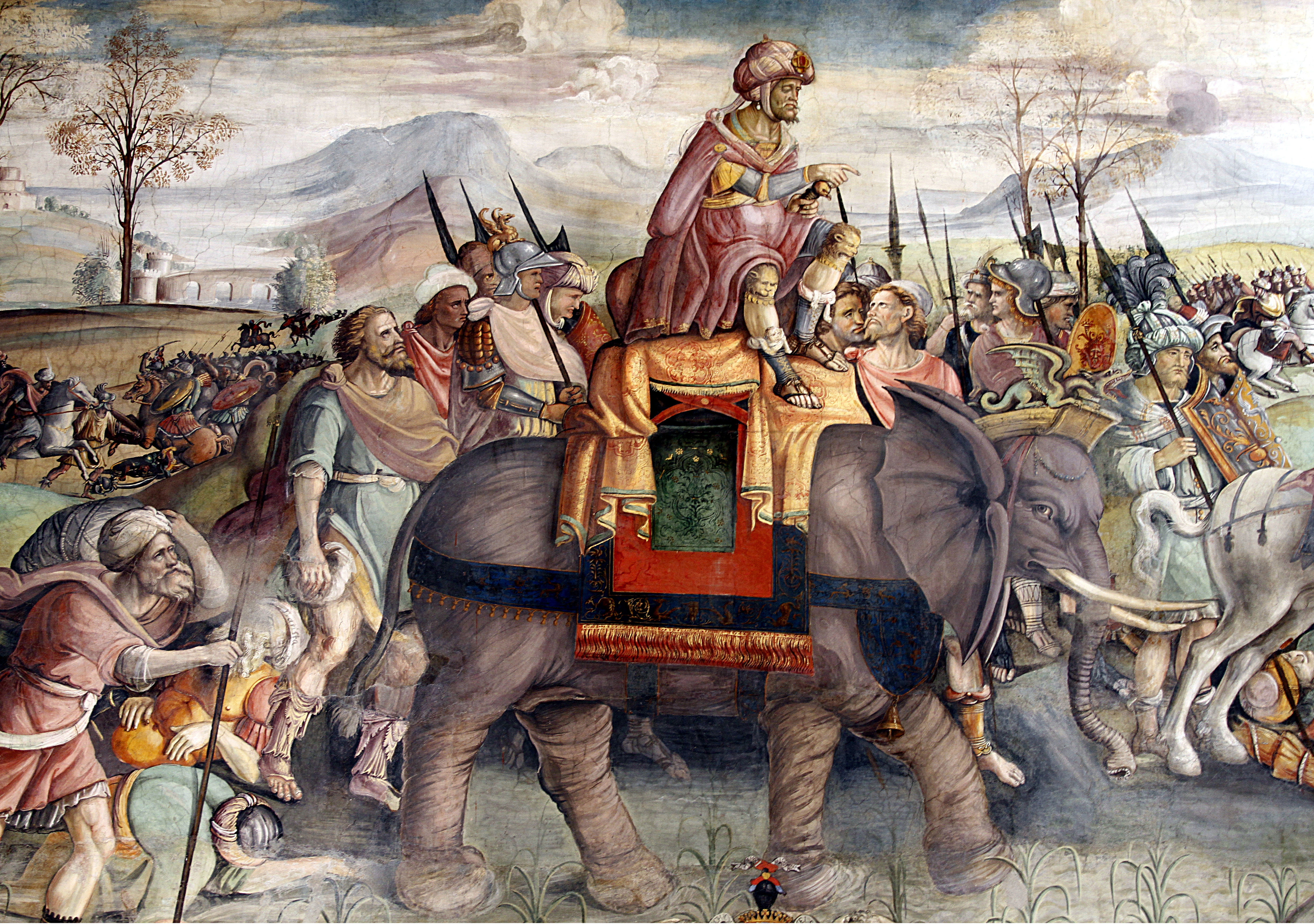
Hannibal trekt over de Alpen, detail van een fresco van ca 1510, Palazzo del Campidoglio (Capitolijns Museum), Rome

aldus Livius in de inleiding van het twintigste boek van zijn grote werk 'Ab urbe condita', 'Vanaf de stichting van de stad':
"de gedenkwaardigste van alle oorlogen die ooit zijn uitgevochten beschrijven, namelijk de oorlog die de Carthagers onder het bevel van Hannibal voerden tegen het Romeinse volk. Zo wisselend waren de krijgskansen, zo onzeker het resultaat van oorlog dat zij die uiteindelijk hebben overwonnen de ondergang zeer nabij zijn geweest. Daar komt bij dat de verbittering waarmee beide volkeren streden bijna nog groter was dan hun strijdmacht,"
zegt Titus Livius verder in de inleiding van zijn (zeer subjectieve) twintigste boek. Nadat Saguntum was ingenomen trok Hannibal vanuit het Iberisch schiereiland over de Pyreneeën.
Omdat de hele Carthaagse vloot in de eerste Punische oorlog was vernietigd, moest Hannibal wel een oorlog aan land uitvechten. Toen Hannibal en zijn leger de rivier de Ebro overstaken bevond hij zich voor het eerst in de Romeinse invloedssfeer. Na hevige gevechten slaagde hij erin de volkeren tussen deze rivier en de Pyreneeën te onderwerpen. Voor hij Gallia Transalpina binnentrok, zou hij 20.000 man in Spanje hebben achtergelaten om het veroverde gebied te verdedigen. Volgens Polybios bestond het leger waarmee hij de Pyreneeën overstak uit 50.000 infanteristen, 9.000 ruiters en een veertigtal olifanten.

Hannibal steekt de Rhodanus (Rhône) over, Henri Motte, 1878

Bij een doorwaadbare plaats van de Rhodanus (Rhône) ondervond hij de eerste weerstand van de inheemse bevolking. Dankzij een krijgslist kreeg hij zijn leger zonder verdere problemen over de rivier. Het was een geluk voor Hannibal dat hij zijn leger zo snel over de rivier kreeg, want vier dagmarsen ten zuiden van de oversteekplaats lag bij Massilia (het tegenwoordige Marseille) consul Publius Cornelius Scipio I met zijn vloot voor anker. Hij was op weg naar Iberia om de Carthagers daar te bestrijden. Toen hij tot zijn verbazing vernam dat Hannibal de Rhône al had bereikt, hield hij dit eerst voor loos alarm. Toen de ernst van de situatie duidelijk werd, haastte hij zich naar de oversteekplaats. Maar toen hij daar aankwam had Hannibal de plaats al drie dagen eerder verlaten. Scipio werd fel bekritiseerd om deze misser en omdat hij in zijn haast zijn jongere broer Gnaius Cornelius Scipio Clavus met het grootste deel van het leger naar Iberia had laten gaan, terwijl hij zelf met een kleiner leger achter Hannibal aan was gegaan.

### Tocht over de Alpen
Het is waarschijnlijk dat de Romeinen zich Noord-Afrika als hun volgende oorlogsterrein hadden voorgesteld, maar Hannibal voorkwam dit. Hij wilde Rome in het hart treffen, maar het troepentransport was niet gemakkelijk. Er was echter een alternatieve weg, namelijk door de Alpen, maar dit was een riskante route. Alleen de Kelten kenden de wegen en passen aldaar. Niemand had ooit geprobeerd om een leger met olifanten over dit gebergte te brengen. Zijn onderneming was geen ondoordacht waagstuk. Hij had zich immers goed laten inlichten over de passen door inheemse gidsen.
Over de weg die het leger van Hannibal over de Alpen heeft gevolgd bestaat grote onzekerheid. Al in de Oudheid waren de geschiedschrijvers het daar niet over eens. Livius verwerpt de beweringen dat dit over de Penninische Alpen (dus mogelijk via de Grote Sint-Bernhardpas) zou zijn geweest, zoals sommige antieke auteurs aangaven. Sindsdien zijn zeker 800 werken over dit onderwerp verschenen, die ongeveer alle mogelijke bergpassen aangeven tussen de Simplonpas en de Tendapas, al dan niet op basis van de beschrijvingen van Polybius en Livius. Meestal wordt gedacht aan de bergpassen tussen het huidige Frankrijk en Italië die het meest begaanbaar zijn: de Col du Mont-Cenis, de Montgenèvrepas of de Kleine Sint-Bernhard. In de twintigste eeuw zijn enkele andere passen voorgesteld, waar nu enkel een bergpad loopt, maar die beter met de beschrijvingen zouden overeenstemmen, zoals de Col Clapier en de Col de Savine-Coche (beide niet ver van de Mont-Cenis) en de Col de la Traversette bij de Monviso. 
Archeologisch materiaal dat deze hypothesen bevestigt is vrijwel onbestaand of omstreden. Zo werd in 1944 in de buurt van Sestriere (nabij de Montgenèvre) de slagtand van een olifant gevonden, maar die is daarna verdwenen. In 2016 toonde bodemonderzoek bij de Col de la Traversette aan dat er in de plaatselijke veengrond een laag organisch materiaal was met grote concentraties van bacteriën die afkomstig konden zijn van de uitwerpselen van zoogdieren. Dit zou er op wijzen dat duizenden dieren, vermoedelijk paarden, daar langs zijn gepasseerd. Uit de C14-datering van het materiaal bleek dat het afkomstig kan zijn uit de tijd van de Tweede Punische Oorlog, maar de onzekerheidsmarge van de meting is zowat vijf eeuwen. 
Op de plaats waar de weg het smalst was, werd de ruiterij door de toen vijandig gezinde Galliërs, die post hadden gevat op de rotsen boven het pad, aangevallen.
"De Carthagers", zo schrijft Polybios, "leden nu grote verliezen, niet zo zeer door de aanvallen van de barbaren maar wel doordat de weg zo smal en (de afgrond) zo steil was. Bij de minste onrust waardoor bij de lastdieren schrik werd verwekt, stortten velen van hen met hun bepakking in de afgrond."
Hannibal zag dat hij het grootste deel van zijn troepen aan het verliezen was en moest snel ingrijpen. Met zijn snelle troepen haastte hij zich naar het bedreigde punt; van bovenaf stortte hij zich op de vijand, doodde sommigen en verjoeg de anderen. Hij had de Galliërs zoveel respect ingeboezemd dat de rest van de tocht ongestoord verliep. Op de negende dag bereikte hij het hoogste punt, daar sloeg hij zijn kamp op en hield twee dagen rust om mens en dier kracht op te laten doen en om op de achterblijvers te wachten.
Het was al ver in september en de eerste sneeuw begon te vallen, het leger werd geteisterd door sneeuwstormen. Toen het leger een bepaalde hoogte had bereikt vanwaar ze de Po-vlakte konden zien, hield Hannibal een bemoedigende toespraak over het mooie land aan de voet van de bergen en over de heldendaden die ze daar zouden verrichten.
Met nieuwe moed begonnen de Carthagers aan de afdaling. Die kostte echter minstens evenveel manschappen als de beklimming.
"Want de weg was smal en steil", aldus Polybios "en de sneeuw, die er lag, maakte het onmogelijk te zien waar men veilig zou kunnen staan. Zodra iemand struikelde en viel, stortte hij in de afgrond. Hoe verschrikkelijk dit schouwspel ook was, de overlevenden wenden eraan en berustten. Toen kwam men bij een plek waar de weg langs een steile afgrond liep en zo nauw was, dat olifanten noch lastdieren er konden passeren."
Een aardverschuiving had namelijk niet lang daarvoor de helft van het pad weggevaagd. De pogingen om hogerop de gevaarlijke passage te vermijden hadden weinig succes. Er zat dus niets anders op dan de weg te verbreden, na een dag had men de weg zo verbreed dat paarden en lastdieren naar grasrijke gronden konden worden gebracht. Na nog eens drie dagen konden de uitgehongerde kolossen verder en na nog eens drie etmalen was het hele leger op de Po-vlakte.
De tocht door de Alpen was het zwaarste deel van de reis. Duizenden manschappen en dieren vonden de dood door honger en kou. Volgens Polybios heeft slechts een kwart van zijn leger de tocht overleefd, iets wat moderne historici toch durven te betwijfelen.

### Veldslagen

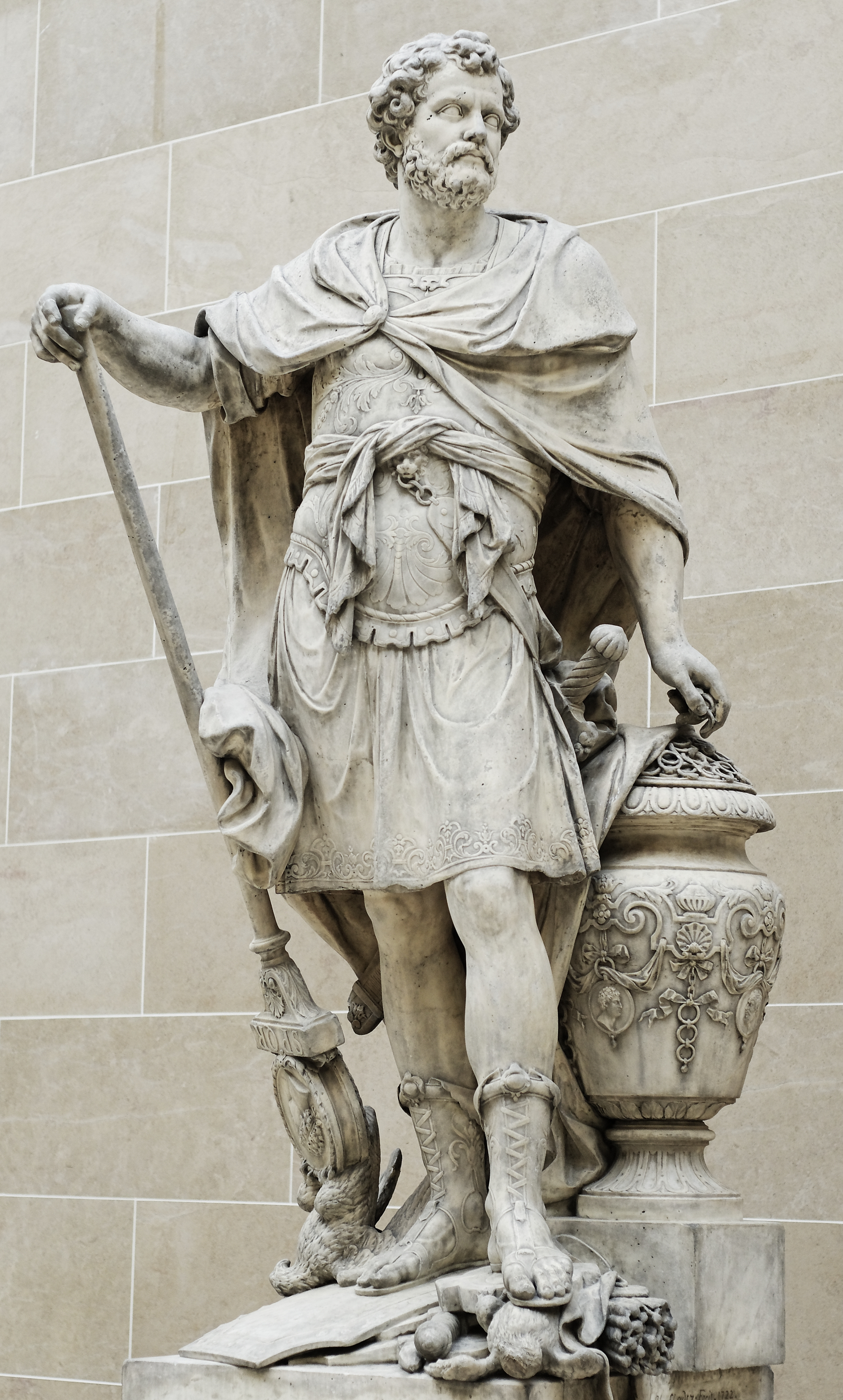
Hannibal na de Slag bij Cannae

Toen Hannibal in Noord-Italië aankwam, waren de pas door Rome onderworpen Galliërs uit de Povlakte graag bereid met hem mee te vechten. Als briljant tacticus versloeg hij het ene Romeinse leger na het andere. In 218 v.Chr. vonden de veldslagen bij de Ticinus en de Trebia plaats, die beide door Hannibal werden gewonnen.
In 217 v.Chr. wist hij een hem achtervolgend Romeins leger te verslaan bij het Trasimeense Meer door het in een hinderlaag te lokken door de mist rond het meer te gebruiken. Hierop ontstond paniek onder de Romeinen. Fabius Maximus werd tot dictator gekozen. Hij bepleitte een vertragingstactiek, vandaar zijn (bij)naam cunctator; de treuzelaar, waarmee werd gekozen om rechtstreekse confrontaties te vermijden, omdat het Romeinse leger hiervoor te verzwakt was. De bedoeling was Hannibals leger te demoraliseren en uit te putten, gebruikmakend van een klein aantal mobiele eenheden.
De tactiek had weinig steun onder de Romeinen omdat de hiervoor benodigde 'verschroeide aarde'-tactiek een hoge prijs vergde en na het aflopen van de termijn van Fabius Maximus werd een groot leger uitgerust dat in een keer met de Carthagers af moest rekenen.
In 216 v.Chr. leverde dit leger slag met Hannibal bij Cannae, in Apulië. Hannibal wist de Romeinen in een nu als klassiek beschouwde dubbele tangbeweging te omsingelen en hun de bloedigste nederlaag in de Romeinse geschiedenis toe te brengen. Bij Cannae sneuvelden ongeveer 60.000 - 80.000 Romeinse soldaten. Aangezien de slag maar 8 uur duurde, werden er 100 Romeinse soldaten per minuut of ongeveer één soldaat per seconde gedood. In Rome brak zo'n grote paniek uit dat men overging tot mensenoffers om de goden gunstig te stemmen.

### Bondgenoten in Italië
In de nasleep van deze veldslag liep een groot deel van Zuid-Italië en Sicilië over naar de Carthagers. Hieronder waren de grote steden Capua, Tarentum en Syracuse.
Nadeel van dit bondgenootschap was wel dat de bondgenoten ook beschermd moesten worden. Vermoedelijk kreeg Hannibal er in deze periode (216-203) weinig of geen troepen bij. De oligarchie in Carthago, die hem niet voluit steunde, had er immers meer commercieel belang bij om soldaten naar de Spaanse kolonie te sturen dan naar Italië. In 207 v.Chr. werd een leger dat onder aanvoering van zijn broer Hasdrubal uit Iberia ter versterking was gestuurd, in Noord-Italië bij de Metaurus vernietigd. Hannibal kreeg het hoofd van zijn broer over de omheining van zijn kampement gegooid.
Volgens de Romeinse historicus Titus Livius zou hij toen wenend gezegd hebben: "Eindelijk zie ik het lot van Carthago".
De Romeinen lieten het niet meer aankomen op een beslissende veldslag met Hannibal zelf en wisten de afvallige steden een voor een te heroveren: Syracuse op Sicilië in 212 v.Chr. (waarbij Archimedes de dood vond), Capua in 211 v.Chr. en Tarentum in 209 v.Chr.. Er zat voor Hannibal niets anders op dan in Zuid-Italië de tactiek van de verschroeide aarde toe te passen. De landbouw zou zich nooit meer helemaal van deze verwoestingen herstellen.

### Scipio en het einde van de oorlog
Scipio besloot zelf snel naar Carthago te gaan om de stad voorgoed te vernietigen, een doordachte, strategische keuze, omdat Hannibal samen met zijn leger nog vastzat in Puglia. Zo zorgde hij ervoor dat Hannibal geen schade meer kon aanrichten op het Italiaanse schiereiland, omdat de Carthaagse generaal Scipio volgend. 

Hannibal verloor de Slag bij Zama Regia tegen Scipio

De oorlog in Iberia was voor Carthago niet voorspoedig verlopen. Scipio (Publius Cornelius Scipio, een zoon van Scipio I) had er op jeugdige leeftijd het bevel over de Romeinse troepen gekregen. Nadat hij in 209 v.Chr. Carthago Nova had belegerd en ingenomen gaf de Carthaagse bevelhebber in Iberia, Hannibals broer Hasdrubal, de strijd op. Met het leger dat hem nog restte brak hij uit naar Italië waar hij, zoals hierboven vermeld, verslagen werd bij de Metaurus.
In 203 v.Chr. werd Carthago in Afrika bedreigd door een Romeins leger onder leiding van deze Scipio, zodat Hannibal moest worden teruggeroepen. Hannibal landde in Noord-Afrika en marcheerde naar Scipio. Ze ontmoetten elkaar; er was wederzijdse bewondering, maar het wantrouwen van de Romeinen was nog groter. De onderhandelingen liepen dan ook op niets uit. De slag bij Zama Regia volgde in 202 v.Chr. Zama lag zo'n 150 km ten zuiden van Carthago.
In deze veldslag werd de ruiterij van Carthago door de naar Rome overgelopen Numidiërs op de vlucht gedreven. Hierop raakte de infanterie van beide kanten slaags. De Romeinen leken een klein voordeel te hebben maar in feite bleef de slag onbeslist tot de Romeinse cavalerie terugkeerde van de achtervolging en de Carthagers in de rug aanviel. Het Carthaagse leger werd vernietigd en Carthago moest om vrede vragen.

## Hannibal in Carthago (201-195 v.Chr.)
Carthago kreeg vrede op vrij harde voorwaarden:
- Alle overzeese koloniën, waaronder die op het Iberisch schiereiland, moesten afgestaan worden.
- Gebieden in Noord-Afrika ten westen van Carthago gingen naar de nieuwe Numidische bondgenoot van Rome, Massinissa.
- Carthago mocht geen leger houden en slechts een zeer kleine vloot.
- Carthago mocht geen eigen buitenlandse politiek voeren en geen oorlog beginnen zonder toestemming van Rome.
- Carthago kreeg een zware schatting opgelegd.

Onder Romeinse druk verloor Hannibal in 200 v. Chr. zijn functie van militair bevelhebber. Hij engageerde zich nu in de binnenlandse politiek van Carthago. Hannibal werd suffeet (gezagsdrager) in Carthago en stimuleerde de landbouw, maar had vijanden bij de aristocratische families. In Rome deed het gerucht de ronde dat Hannibal zijn diensten wilde aanbieden aan de enige mogendheid in het gebied van de Middellandse Zee die nog sterk genoeg was om het tegen Rome op te nemen, namelijk het Syrische rijk van de Seleuciden, geleid door de ambitieuze koning Antiochus III. Hannibals vijanden zonden in 195 v.Chr. een delegatie naar Carthago. De delegatie eiste dat Hannibal naar Rome zou komen om er te antwoorden op deze beschuldiging. Hannibal ontving de delegatie uiterst beleefd, maar vluchtte onmiddellijk naar Tyrus, de stad die in een ver verleden Carthago gesticht had, en daarna naar het hof van Antiochus III van Syrië.

## Hannibal in Syrië en in Klein-Azië
In de zomer van 193 v.Chr. stegen de spanningen tussen het rijk der Seleuciden en Rome ten top. Antiochus gaf stilzwijgend steun aan Hannibals plannen voor een anti-Romeinse staatsgreep in Carthago, maar het plan werd niet uitgevoerd.
Hannibal trachtte vergeefs Antiochus III te bewegen ten strijde te trekken. Antiochus maakte wel gebruik van Hannibals militaire adviezen, maar weigerde hem het bevel te geven over zijn landleger, uit angst voor een Romeinse reactie. Hannibal werd aangesteld als hoofd van Antiochus' zeemacht, iets waar Hannibal weinig ervaring mee had.
Vervolgens trok hij naar Armenië en ten slotte naar koning Prusias van Bithynië (Klein-Azië), waar hij na ontdekking door Romeinse spionnen zelfmoord pleegde om uitlevering aan Rome te voorkomen. Plutarchus vermeldt twee mogelijkheden waarop dit waarschijnlijk gebeurd is. Ofwel zou Hannibal de gifbeker gedronken hebben, ofwel zou hij zich door een dienaar hebben laten wurgen of doodsteken. In de literatuur is sprake van vergiftiging met stierenbloed. Het jaar waarin Hannibal stierf is onzeker. Zowel 183 v.Chr., 182 v.Chr. als 181 v.Chr. worden door klassieke auteurs genoemd. Toen hij stierf liet hij een brief achter met de woorden, "Laat ons de Romeinen bevrijden van hun angst die ze zo lang gekend hebben, want ze menen dat het hun geduld te veel op de proef stelt om te wachten op de dood van een oude man.
In Rome was niet iedereen gelukkig met deze gebeurtenis. Verscheidene senatoren waren kwaad omdat Rome op die manier een al bij al waardige tegenstander de dood had ingejaagd, op een moment dat hij oud en machteloos was, als een vogel zonder vleugels. Anderen hadden hem liever in Rome berecht wat Barkas steevast bestreden had.

## Hannibal in de herinnering
Als strateeg werd Hannibal bewonderd door Napoleon, maar ook door Arthur Wellesley, de overwinnaar in de slag bij Waterloo. De erkenning van Hannibal als bevelhebber begon eigenlijk al bij Polybios.

### Als artistieke inspiratiebron en vernoeming
Goya schilderde in 1771 het doek Hannibal de overwinnaar ziet Italië vanuit de Alpen. De Vlaamse dichter Prosper Van Langendonck van de beweging "Van Nu en Straks" nam hem als onderwerp van het gedicht Hannibal uit 1885.
In de gemeente Casteggio (in de Italiaanse regio Lombardije) bevindt zich een bron die Fontana d'Annibale heet, omdat volgens de legende Hannibal daar zijn olifanten had laten drinken.
Het Suske en Wiske-album De olijke olifant speelt zich af in de tijd dat Hannibal met de olifanten door de Alpen trok om Rome aan te vallen.
Het karakter John "Hannibal" Smith uit de populaire komische actieserie The A-Team. Dit daar hij een meester strateeg is.
Maarten Inghels publiceerde de roman Hannibal & Gideon (2025) over zijn voettocht met een olifant over de Alpen in het spoor van Hannibal.

## Referentie
- W. Smith, art. Hannibal (10), in W. Smith (ed.), A dictionary of Greek and Roman biography and mythology, III, Londen, 1870, pp. 333-341

- Bibsys: 15005806
- Biblioteca Nacional de Chile: 000070284
- Biblioteca Nacional de España: XX832932
- Bibliothèque nationale de France: cb11960266k (data)
- Catàleg d'autoritats de noms i títols de Catalunya: 981058614762806706
- Gemeinsame Normdatei: 118545655
- International Standard Name Identifier: 0000 0001 2129 582X
- Library of Congress Control Number: n50034033
- Nationale Bibliotheek van Letland: 000138427
- Bibliotheek van het Japanse parlement: 00620785
- Nationale Bibliotheek van Tsjechië: jn20000700666
- Nationale bibliotheek van Australië: 61542262
- Nationale Bibliotheek van Israël: 987007311219805171
- Nationale Bibliotheek van Polen: a0000001187000
- Nederlandse Thesaurus van Auteursnamen: 069914508
- LIBRIS: 259709
- SNAC: w6mh50n0
- Système universitaire de documentation: 02759680X
- Union List of Artist Names: 500354945
- Virtual International Authority File: 41819384
- WorldCat: E39PBJmpdRWPbM7XPXhtvQRYfq